# スーパーロボット大戦OG INFINITE BATTLE
『スーパーロボット大戦OG INFINITE BATTLE』（スーパーロボットたいせんオージー インフィニットバトル）は、バンダイナムコゲームスより2013年11月28日に発売のPlayStation 3用ゲームソフト。
期間限定版特典のDLC『スーパーロボット大戦OG ダークプリズン』についても本項目で扱う。

## 概要
「スーパーロボット大戦シリーズ」のカテゴリの一つである「OG（ORIGINAL GENERATION）シリーズ」の一作。「OGシリーズ」に登場するロボットによる対戦型アクションゲームである。内容はOGシリーズ内に登場する格闘ゲーム『バーニングPT』を全面に出しており、OGシリーズの登場人物は現実ではプレイヤー、『バーニングPT』ではゲームのデータという扱いになっている。
総合プロデューサーの寺田貴信は、本作制作のきっかけをファンからアクションゲームを遊んでみたいという要望が多かったことを挙げ、また自分が所属しているB.B.スタジオは、本シリーズを制作していた旧バンプレソフトとガンダムのゲームを手掛けていたベックが合併して誕生した会社のため、両者の得意分野を生かしたゲームが作りたかった、と述べている。
期間限定版のタイトルは『スーパーロボット大戦OG INFINITE BATTLE ＆ スーパーロボット大戦OG ダークプリズン』とされ、特典として『スーパーロボット大戦OG ダークプリズン』の先行ダウンロードが可能となるプロダクトコードが封入された。

## システム

### 戦闘システム全般
最大3機による小隊を編成し、戦闘を行う。各機体には主にサイズを基準に1000～3000の範囲でコストが設定されており、撃墜されるとその分戦力ゲージが低下し、0になると敗北となる。戦力ゲージは基本的に7500であるが、ミッションなどによっては増減する。
機体によって固有能力があり、気力増加でパワーアップしたり、ダメージを減少させたりできる。戦闘時の操作はオプションにより2パターン選択でき、さらに細かく設定できる。
条件を満たすことで、使用できる機体が増える。ただし、非友軍のリオン系やヴァルシオンなどは敵専用である。
攻撃方法は以下。
格闘
ロックしている敵に接近して基本的な近接兵器で攻撃を行う。全機体で共通して弾数無制限。
強攻撃
強力な攻撃を行う。主に中ランク武装を使用する。格闘か射撃かは機体によって異なる。
特殊攻撃
特殊な攻撃を行う。
射撃I
主に中距離向けの射撃攻撃を行う。他の武装に比べると威力は低いが弾数は多い。
射撃II
強力な射撃を行う。より強力な武器を使う場合と射撃Iを連続で行う場合がある。
必殺技I
強力な上位武装を使用する。気力が120以上でないと使用できない。
必殺技の共通要素として、使用するとその間カメラワークが専用のものとなり、ほとんどの場合は発動中無敵（無敵でない場合、途中で被弾すると停止する）。また、機体によっては初撃を当てないと発動しない場合がある。
必殺技II
その機体の最強武装を使用する。気力が140以上でないと使用できない。

### アーケードモード
任意の小隊を構成し、8回の戦闘を行う（戦力ゲージは7500で固定）。対戦相手はメインとしている機体によって変化する。戦闘の間にセーブすることが可能だが、小隊編成の変更などは不可能。
クリアした難易度によって使用可能になる機体が異なる。

### ミッションモード
決まった敵小隊を相手に戦闘を行う。ミッションによってはコストや戦力ゲージに差異がある。
クリアすると改造ポイントと強化パーツが獲得でき、それによって強化ができる。獲得できるポイントには機体個別のものとフリー改造ポイントの2種がある。フリーは改造時の不足分を補填することができる。
アーケードモードで解放される機体は、全てこちらでも開放可能。

### フリーバトルモード
CPU対戦を楽しむためだけのモード。お互いの小隊及び戦力ゲージ・CPUレベル・ステージ・制限時間・BGMを設定できる。

### オンライン対戦モード
PSNに接続し、対戦相手を検索して他プレイヤーと対戦を行える。なお、改造済みの機体を使うかデフォルト機を使うかを選択できる。

マッチ成立までの間、メイン機のみとランダムで選択されるCPUとの対戦を行える。

### ライブラリ
ロボット大図鑑・キャラクター事典・用語辞典・サウンドセレクトといった、従来のシリーズに存在するシステム。

## 登場機体

### プレイアブル機体
アルトアイゼン・リーゼ
パイロット：キョウスケ・ナンブ（声優：森川智之）

ライン・ヴァイスリッター
パイロット：エクセレン・ブロウニング（声優：水谷優子）

R-1
パイロット：リュウセイ・ダテ（声優：三木眞一郎）

R-2パワード
パイロット：ライディース・F・ブランシュタイン（声優：置鮎龍太郎）

R-3パワード
パイロット：アヤ・コバヤシ（声優：冬馬由美）

R-GUNパワード
パイロット：ヴィレッタ・バディム（声優：田中敦子）

SRX
パイロット：リュウセイ・ダテ（声優：三木眞一郎）

サイバスター
パイロット：マサキ・アンドー（声優：緑川光）

ヴァルシオーネ
パイロット：リューネ・ゾルダーク（声優：日高奈留美）

グランゾン
パイロット：シュウ・シラカワ（声優：子安武人）

ゲシュペンスト
パイロット：ギリアム・イェーガー（声優：田中秀幸）

ゲシュペンスト タイプRV
パイロット：ギリアム・イェーガー（声優：田中秀幸）

ゲシュペンストMk-II タイプR
パイロット：ギリアム・イェーガー（声優：田中秀幸）

ゲシュペンストMk-II タイプS
パイロット：カイ・キタムラ（声優：西前忠久）

量産型ゲシュペンストMk-II
パイロット：ラッセル・バーグマン（声優：青木崇）

量産型ゲシュペンストMk-II（カチーナ機）
パイロット：カチーナ・タラスク（声優：矢口アサミ）
量産型ゲシュペンストMk-IIと同型機扱い。
量産型ゲシュペンストMk-II改 タイプN
パイロット：カイ・キタムラ（声優：西前忠久）

エクスバイン タイプR
パイロット：リョウト・ヒカワ（声優：小林由美子）

エクスバイン タイプL
パイロット：リオ・メイロン（声優：夏樹リオ）
エクスバイン タイプRと同型機扱い。
アッシュ
パイロット：イーグレット・イング（声優：岡本寛志）

グルンガスト改
パイロット：イルムガルト・カザハラ（声優：堀内賢雄）

グルンガスト参式
パイロット：ブルックリン・ラックフィールド（声優：杉田智和）

スレードゲルミル
パイロット：ウォーダン・ユミル（声優：小野健一）

龍虎王
パイロット：クスハ・ミズハ（声優：高橋美佳子）

虎龍王
パイロット：ブルックリン・ラックフィールド（声優：杉田智和）

ダイゼンガー
パイロット：ゼンガー・ゾンボルト（声優：小野健一）

アウセンザイター
パイロット：レーツェル・ファインシュメッカー（声優：稲田徹）

ズィーガーリオン
パイロット：レオナ・ガーシュタイン（声優：榊原ゆい）

ジガンスクード・ドゥロ
パイロット：タスク・シングウジ（声優：山口勝平）

ビルトビルガー
パイロット：アラド・バランガ（声優：鶏内一也）

ビルトファルケン
パイロット：ゼオラ・シュバイツァー（声優：かかずゆみ）

ビルドラプター・シュナーベル
パイロット：ラトゥーニ・スゥボータ（声優：平井理子）

フェアリオン タイプS
パイロット：ラトゥーニ・スゥボータ（声優：平井理子）

フェアリオン タイプG
パイロット：シャイン・ハウゼン（声優：貝原怜奈）
フェアリオン タイプSと同型機扱い。
アルテリオン
パイロット：アイビス・ダグラス（声優：渡辺明乃）

Gコンパチブルカイザー
パイロット：コウタ・アズマ（声優：寺島拓篤）

サーベラス
パイロット：ヒューゴ・メディオ（声優：高橋広樹）

ソウルゲイン
パイロット：アクセル・アルマー（声優：神奈延年）

ヴァイサーガ
パイロット：ラミア・ラヴレス（声優：清水香里）

ラーズアングリフ
パイロット：ユウキ・ジェグナン（声優：真殿光昭）

ツヴァイザーゲイン
パイロット：ヴィンデル・マウザー（声優：梅津秀行）

エール・シュヴァリアー
パイロット：ジョシュア・ラドクリフ（声優：中村悠一）

ブランシュネージュ
パイロット：クリアーナ・リムスカヤ（声優：桑島法子）

### CPU専用機体
ヴァルシオン
パイロット：ビアン・ゾルダーク（声優：飯塚昭三）

ガーリオン・カスタム・トロンベ
パイロット：エルザム・V・ブランシュタイン（声優：稲田徹）

ガーリオン・カスタム（テンザン機）
パイロット：テンザン・ナカジマ（声優：川津泰彦）

ガーリオン・カスタム
パイロット：なし

ガーリオン
パイロット：なし

リオン
パイロット：なし

ベルグランデ
パイロット：なし

## パッケージ登場機体
- アルトアイゼン・リーゼ（スーパーロボット大戦COMPACT2）
- ソウルゲイン（スーパーロボット大戦A）
- ヴァイサーガ（スーパーロボット大戦A）
- 虎龍王（スーパーロボット大戦α）
- ダイゼンガー（第2次スーパーロボット大戦α）
- フェアリオン タイプS（スーパーロボット大戦ORIGINAL GENERATION2）
- ゲシュペンスト タイプRV（スーパーロボット大戦OG ORIGINAL GENERATIONS）

## 主題歌
オープニングテーマ：『baby bad boy』
作詞：谷山紀章、作曲・編曲：飯塚昌明、歌：GRANRODEO
エンディングテーマ：『Destiny day』
作詞：畑亜貴、作曲・編曲：本田光史郎、歌：美郷あき
後述の『スーパーロボット大戦OG ダークプリズン』のエンディングテーマも兼ねる。

## スーパーロボット大戦OG ダークプリズン
『スーパーロボット大戦OG ダークプリズン』（スーパーロボットたいせんオージー ダークプリズン）は、バンダイナムコゲームスより配信されたPlayStation 3用ゲームソフト。キャッチコピーは「その男、暗獄より出でて邪神を喚ぶ―――」

### 概要（ダークプリズン）
「スーパーロボット大戦シリーズ」のカテゴリの一つである「OG（ORIGINAL GENERATION）シリーズ」の一作。1994年に発売された『スーパーロボット大戦EX』のシナリオの一つである「シュウの章」をリメイクした短編SLGである。基本システムは2012年に発売された『第2次スーパーロボット大戦OG』にほぼ準拠している。シナリオは全27話。
単独販売に先駆け、前述の『スーパーロボット大戦OG INFINITE BATTLE』の期間限定版に同梱されたプロダクトコードを使用することによって本来の配信予定より約半年早くダウンロードができた。

### 参戦作品一覧
本作はバンプレストオリジナルしか登場しないため、厳密には参戦作品の概念は存在しない。
キャラクター、機体出典は以下の通り。☆はOGシリーズ初登場。
- DC戦争シリーズ/魔装機神シリーズ
  - スーパーロボット大戦EX
  - 第4次スーパーロボット大戦/F/F完結編
  - ☆スーパーロボット大戦OGサーガ 魔装機神II REVELATION OF EVIL GOD
- αシリーズ
  - 第2次スーパーロボット大戦α
  - 第3次スーパーロボット大戦α 終焉の銀河へ
- 任天堂携帯機シリーズ
  - スーパーロボット大戦D
- スーパーロボット大戦シリーズメディア作品
  - スーパーロボット大戦OG ジ・インスペクター
  - ☆スーパーロボット大戦OG 告死鳥戦記

### アートワーク登場機体
- グランゾン（魔装機神 THE LORD OF ELEMENTAL）
- ウィーゾル（魔装機神 THE LORD OF ELEMENTAL）
- ノルス（モニカ機）（魔装機神 THE LORD OF ELEMENTAL）
- ガディフォール（魔装機神 THE LORD OF ELEMENTAL）